# Rafael Domènech
Rafael Domènech fou un compositor català actiu en la ciutat de Solsona (Solsonès) durant el 1880. Només es conserva una còpia manuscrita d'una composició.

## Obres
1. Salve Regina, 3V, vns, fl, cls, em, fsc, ac, en el Ar, del Cor. La unió de Manresa